# Casablanca Challenger 1991
Il Casablanca Challenger 1991 è stato un torneo di tennis facente parte della categoria ATP Challenger Series nell'ambito dell'ATP Challenger Series 1991. Il torneo si è giocato a Casablanca in Marocco dal 7 al 13 ottobre 1991 su campi in terra rossa.

## Vincitori

### Singolare
Jens Wöhrmann ha battuto in finale  Bernardo Mota con il punteggio di 6–3, 6–1

### Doppio
Marc-Kevin Goellner /  Bertrand Madsen hanno battuto in finale  Tarik Benhabiles /  Gustavo Garetto con il punteggio di 6–0, 6–2